# シクロオクチン
シクロオクチン(Cyclooctyne)は、化学式C8H12のシクロアルキンである。分子は8炭素原子からなる環が7つの単結合と1つの三重結合で繋がっている。
シクロオクチンは、単離できるほど安定なシクロアルキンの中で最小であるが、反応性はまだかなり高い。構造のアルキン部分は、直線形分子構造を取ろうとするが、環の性質から大きな環ひずみが生じる。その結果、シクロオクチンやこの環構造を含む他の化合物は、アルキンを直線状ではない官能基に変換することで環ひずみを減らす方向に反応しやすい。この反応性の重要な応用例は、クリックケミストリーで、シクロオクチンはアジ化合物やニトロンと環化付加反応して、各々トリアゾールやイソキサゾリンを形成する。